# هيساو موريتا
هيساو موريتا (باليابانية: 盛田久生) هو منافس ألعاب قوى ياباني، ولد في 25 سبتمبر 1939.

## وصلات خارجية
- هيساو موريتا على موقع أوليمبيديا (الإنجليزية)